# William Vinasco Chamorro
William Vinasco Chamorro (Bogotá, 21 de mayo de 1951), también conocido nacionalmente como William Vinasco Che, es un periodista y narrador deportivo, empresario de radio y político colombiano.

## Biografía
De familia de Riosucio Caldas, nacido el 21 de mayo de 1951 en Bogotá. Realizó sus primeros estudios en el Colegio Parroquial Nuestra Señora en el sur de Bogotá. Inició estudios de Derecho en la Universidad Libre sin llegar a terminarlos. Al tiempo que desarrollaba sus habilidades en la radio, también se desempeñó como vendedor, empresario de lavandería y taxista. Más tarde viajaría a Buenos Aires gracias a una beca del gobierno argentino para estudiar locución en el Comité Federal de Radiodifusión.[cita requerida] También estudió Periodismo en el Colegio Superior de Telecomunicaciones de Bogotá, donde fue alumno de Ernesto Rojas Ochoa. Es padre de tres hijos, Karen, William y Brian.
Es famoso por sus narraciones cuando juega la selección Colombia con sus eforiantes gritos de gol.
"William Vinasco Ché, está narrando con caché"

## En los medios de comunicación
Su desarrollo en los medios comenzó como voz comercial para diversas empresas y posteriormente lector de titulares para noticias en Todelar Radio. Más tarde dirigiría las emisoras Radio Tequendama y Radio Continental. Con el tiempo compró la emisora Acuario Stereo (la actual Vibra Bogotá). 
Posteriormente incursionó en la televisión de su país para narrar los torneos de fútbol de diferentes niveles, y fue presentador de deportes de varios noticieros: TV Hoy (1987 a 1989, y 1992), Noticiero Cinevisión (1990 y 1991), y Noticiero CM& (1993 a 1997). Junto a Adolfo Pérez López y después con Javier Hernández Bonnet presentó de la franja Gol Caracol de Caracol TV entre 1993 y 2007 Javier Fernández Franco lo reemplaza, regresando en 2010 para narrar el Mundial de Sudáfrica 2010. A finales de 2011 firma contrato con Futbolmanía RCN para narrar partidos emitidos por este espacio de RCN Televisión junto a Adolfo Pérez López. Vinasco narró la final del Torneo Finalización 2011 entre Atlético Junior y Once Caldas, también narró en este espacio los torneos Apertura y Finalización 2012 y la Eurocopa que se disputó en Polonia y Ucrania ese mismo año. En 2013, narró la Copa Confederaciones disputada en Brasil y los torneos Apertura y Finalización 2013. En 2014, Vinasco también narró en este espacio de Futbolmanía RCN los torneos Apertura y Finalización 2014 y la histórica goleada de Alemania 7-1 a Brasil Copa del Mundo de Brasil 2014, donde participó la Selección Colombia, llegando hasta cuartos de final. Y por último, en 2015, Vinasco narró el Torneo Apertura 2015 en Futbolmanía RCN. El último partido que narró con la Futbolmanía RCN de este torneo, fue el partido entre Deportivo Cali y Patriotas por la fecha 17 y llega Eduardo Luis lo reemplazaría en ese canal hasta 2019 regresa Javier Fernández El Cantante del Gol a RCN.
Para 2014, William Vinasco fue el promotor de la campaña "Esta noche no me esperen en la casa" refiriéndose a los eventos deportivos más importantes y que dio paso a un evento que inspiró a varios artistas a crear una exposición que tomó un total de un mes reuniéndose con Karl Troller, Eduardo Arias y Fernando Cano Busquets y directores del evento para traer a grandes artistas y maestros como Nadín Ospina. 

## Empresas y carrera política
En 2000 y 2007, se presentó como candidato en dos ocasiones para la Alcaldía Mayor de Bogotá, siendo en la última postulación por el Movimiento Nacional Afrocolombiano, destacándose como mejor tercero a nivel distrital.[cita requerida]
Además de su red de emisoras de Radiópolis, es presentador del programa Una Hora Con la Sonora (dedicado a la Sonora Matancera), William Vinasco Show (programa matutino), Fútbol Yenereichons (partidos de fútbol) y Aguinaldos en Stereo (que se emite cada año en temporada navideña) de la emisora Candela Estéreo.